# Intersection Mountain
Intersection Mountain est une montagne du Canada située sur la frontière entre la Colombie-Britannique et l'Alberta. La montagne est ainsi nommée parce qu'elle se trouve à l'intersection entre la ligne continentale de partage des eaux d'Amérique du Nord et le 120e méridien ouest. Le versant occidental de la montagne est dans le parc provincial Kakwa en Colombie-Britannique et son versant oriental dans le parc sauvage Willmore en Alberta, près du col Casket.

## Toponymie
Le nom d'Intersection Mountain a été adopté en 1926 car la montagne est située à la jonction entre le 120e méridien ouest, qui sert au nord du sommet de frontière entre l'Alberta et la Colombie-Britannique, et la ligne continentale de partage des eaux d'Amérique du Nord, qui est au sud-est la frontière entre les deux provinces.